# Leo Zuckermann

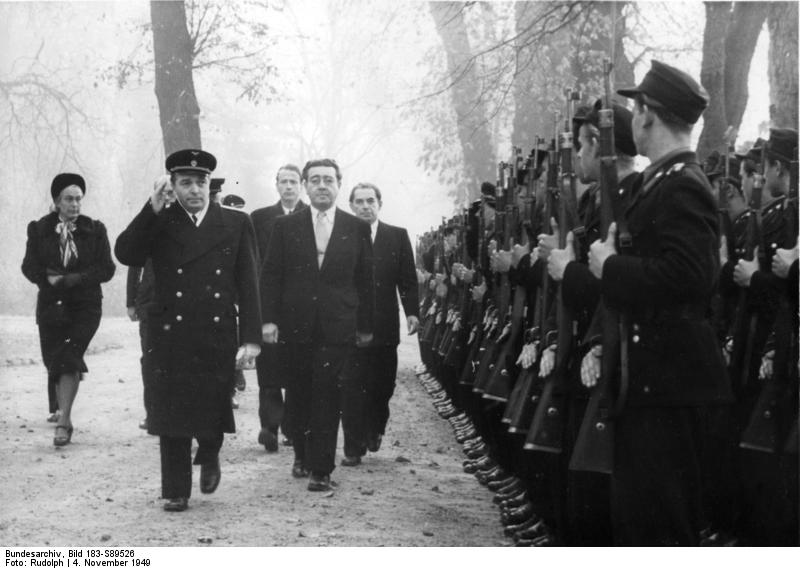
Staatssekretär Leo Zuckermann (Bildmitte) begleitet den sowjetischen Botschafter in der DDR, Georgi Puschkin, beim Abschreiten einer Ehrenkompanie der Deutschen Volkspolizei, Berlin, 4. November 1949

Leo Zuckermann (* 12. Juni 1908 in Lublin, Kongresspolen; † 14. November 1985 in Mexiko-Stadt) war ein deutscher Jurist und SED-Funktionär. 1952 flüchtete er aus der DDR.

## Leben
Leo Zuckermann wuchs als Sohn einer jüdischen Kaufmannsfamilie in Elberfeld auf. 1924 wurde er Mitglied der SAJ. Nach dem Abitur 1927 begann er ein Studium der Rechtswissenschaften in Bonn und Berlin. Dort bewegte er sich unter linkssozialistischen und kommunistischen Studenten. Zuerst Mitglied der SPD, trat er 1928 zur KPD über und arbeitete in der Leitung der Kommunistischen Studentenfraktion (Kostufra). Seine Promotion zum Dr. jur. erfolgte 1931.
1932 begann er ein Referendariat bei der Staatsanwaltschaft Wuppertal. Nach der Machtergreifung emigrierte er im März 1933 nach Frankreich, wo er unter dem Namen Leo Lambert Mitarbeiter beim „Verteidigungskomitee für die Angeklagten im Reichstagsbrandprozeß“ und später auch Sekretär beim „Weltkomitee gegen Krieg und Faschismus“ war. Bei Kriegsausbruch 1939 wurde Zuckermann interniert. Im Juni 1940 gelang ihm die Flucht in das von der Wehrmacht noch nicht besetzte Marseille und im Oktober 1941 die Emigration nach Mexiko. Hier gehörte Zuckermann zu den führenden deutschen Kommunisten unter Paul Merker, war Mitglied der Bewegung Freies Deutschland und des Heinrich-Heine-Klubs. Er redigierte die Zeitschriften Demokratische Post und Alemania Libre.
Im Juli 1947 kehrte er nach Deutschland in die Sowjetische Besatzungszone (SBZ) zurück und wurde Referent der Abteilung Kommunalpolitik im Zentralsekretariat der Sozialistischen Einheitspartei Deutschlands (SED). Gemeinsam mit Paul Merker brachte er 1948 einen Gesetzesentwurf im Politbüro ein, der eine kollektive Wiedergutmachung für die jüdischen Opfer der Nazis vorsah. Das Wiedergutmachungsgesetz scheiterte jedoch am antizionistischen Kurs der SED-Führung.
Ab April 1949 war Zuckermann Leiter der außenpolitischen Kommission des SED-Parteivorstandes und damit enger Mitarbeiter von Merker. Er war von 1948 bis 1950 Mitglied des 1. und 2. Volksrates der SBZ sowie der Provisorischen Volkskammer der DDR. Ab Oktober 1949 war er Staatssekretär und Leiter der Präsidialkanzlei des Präsidenten der DDR, Wilhelm Pieck. Er war Mitautor der Verfassung der DDR.
Ende 1950 wurde Zuckermann wegen seiner Westemigration und seiner engen Verbindung zu Paul Merker entlassen, blieb aber außenpolitischer Mitarbeiter des ZK der SED bzw. des Ministeriums für Auswärtige Angelegenheiten. Im November 1952 wurde er zum Direktor des Instituts für Rechtswissenschaft der Akademie für Staat und Recht in Potsdam-Babelsberg berufen. Im Kielwasser des Prager Slánský-Prozesses von einem entsprechenden Beschluss des ZK der SED vom 20. Dezember 1952 als „zionistischer Agent“ diffamiert, drohte Zuckermann ein Verfahren vor der Zentralen Parteikontrollkommission. Zuckermann floh Mitte Dezember 1952 nach West-Berlin, ging nach Frankreich und kehrte schließlich nach Mexiko zurück. Zuletzt betrieb er eine Buchhandlung und eine Schallplattenfirma und lehrte als Soziologieprofessor an der Universität Mexiko-Stadt.
1941 war Leo gemeinsam mit seinem Bruder, dem Kardiologen Rudolf Zuckermann, nach Mexiko emigriert. Rudolf übersiedelte in die DDR etwa gleichzeitig mit Leos Flucht aus dem Land. Die Brüder sollten sich nicht wiedersehen.

## Übersetzungen
- J. D. Bernal, Maurice Cornforth: Die Wissenschaft im Kampf um Frieden und Sozialismus. Aus dem Englischen übersetzt von Leo Zuckermann. Dietz, Berlin 1950, DNB 450405982.
- James Stewart Allen: Weltmonopol und Frieden. Aus dem Englischen übersetzt von Leo Zuckermann. Dietz, Berlin 1951, DNB 450051293.